# Gasoline (chanson de The Weeknd)
Pour les articles homonymes, voir Gasoline.
Singles de The Weeknd
Sacrifice
(2022)
Gasoline est une chanson de l'auteur-compositeur-interprète canadien The Weeknd. Une piste synth-pop et new wave, la chanson a été écrite par The Weeknd et Oneohtrix Point Never, et a été produite par les deux aux côtés d'une production supplémentaire de Max Martin, Oscar Holter et Matt Cohn. Un clip vidéo de la chanson est sorti le 11 janvier 2022.

## Contexte et promotion
Le nom de la chanson a été révélé pour la première fois le 5 janvier 2022 lorsque l'auteur-compositeur-interprète canadien The Weeknd a publié la liste des morceaux de l'album parent de la chanson Dawn FM (2022),. Un clip vidéo de la chanson a été annoncé le 10 janvier 2022, puis publié le lendemain, le 11 janvier 2022.
La chanson était initialement destinée à être diffusée sur la radio à succès contemporaine américaine via XO et Republic Records le 18 janvier 2022 en tant que troisième single de son cinquième album studio Dawn FM (2022) mais sa sortie a été annulée avec Out of Time étant choisi à la place, qui devrait sortir le 25 janvier 2022.

## Paroles et composition
Gasoline a été décrit comme un morceau synth-pop et new wave où The Weeknd chante une relation déséquilibrée avec une femme qui est sa béquille et son système de soutien pour les problèmes de drogue,,,.

## Réception critique
Les critiques ont noté Gasoline comme un moment fort du disque, avec des éloges particuliers pour la production de la chanson et la voix de The Weeknd. Craig Jenkins de Vulture a établi des comparaisons des affectations vocales et de la programmation de batterie de la chanson avec la scène pop rap des années 80 au Royaume-Uni.

## Clip musical
Un clip vidéo de la chanson est sorti le 11 janvier 2022. Il a été réalisé par Matilda Finn et développe l'arc narratif présenté dans les visuels précédents publiés pour l'album.
Le clip commence par une version plus ancienne de The Weeknd qui a un accident de voiture, puis se retrouve dans une boîte de nuit où il trouve une version plus jeune qui s'amuse sur la piste de danse. Cette version plus jeune de lui-même se promène ensuite dans le club et voit des versions corrompues d'autres danseurs. Pendant ce temps, la version plus jeune de The Weeknd se voit plus âgée et commence à aller directement vers lui. Le clip se termine ensuite avec la version plus jeune de The Weeknd battant brutalement son aîné, vraisemblablement à mort.